# Čeněk Šercl
Čeněk Šercl (28. září 1843 Beroun – 4. prosince 1906 Lublaň) byl český lingvista a polyglot, profesor srovnávací jazykovědy v Charkově. Pro své rozsáhlé znalosti evropských i asijských jazyků si již v mládí vysloužil přezdívku „český Mezzofanti” Jeho hlavním oborem byl sanskrt, ale ovládal celkem 45 jazyků, byl odborníkem na řeč hluchoněmých, psal srovnávací studie o afrických nářečích a zabýval se i okrajovými tématy jako mimika nebo dorozumívání pomocí vějířů a barev.

## Život
V dětství ho jazyky nelákaly. Aby se dostal na německou hlavní školu na Malé Straně, musel své znalosti předstírat. Ale přibližně v šestnácti letech se začal intenzívně učit cizím jazykům. Nejprve italsky, pak přidával další. Učil se především sám, protože kvůli omezeným prostředkům i nedostatku učitelů neměl jinou možnost. Všemožně sháněl slovníky a mluvnice a využíval příležitosti ke konverzaci – nejčastěji na pražské ulici s vojáky z různých zemí rakouské monarchie. V roce 1865 ukončil studium práv. V té době znal už několik desítek evropských i asijských jazyků a mezi přáteli byl známý jako „český Mezzofanti“. Zvládal i těsnopis. Mnozí ovšem vyprávění o jeho fenomenálních schopnostech nevěřili. Všiml si ho ale Vojtěch Náprstek poté, co v jeho Americkém klubu dam uspořádal přednášku o „řečech starého světa“ a projevil zájem účastnit se výpravy do východní Asie, připravované rakouskou vládou. Aby jej vyzkoušel, pozval ho na 12. února 1866 do svého domu společně se znalci všech jazyků, o kterých tvrdil, že je ovládá. Zkoušky se účastnily i významné osobnosti jako náměstek místodržitele Lažanský, biskup Jan Valerián Jirsík, František Palacký, Jan Evangelista Purkyně, František Ladislav Rieger a také zástupci tisku. Šercl obstál a přítomní žasli. Prokázal znalosti třiceti jazyků Evropy i Asie, například španělštiny, mongolštiny, francouzštiny, arabštiny, ruštiny, švédštiny, polštiny, perštiny, čínštiny a malajštiny; znal i romštinu a zlodějskou hantýrku. Následující den přinesl zprávu denní tisk a o „Mezzofantim“ už věděl celý národ. Aby vyhověl zájmu veřejnosti, uspořádal dvě populární přednášky: První 8. dubna 1866 ve velkém sále Staroměstské radnice a druhou o týden později na Žofíně. V první mluvil všeobecně o řeči, jejích zvucích a písmu; hovořil také o cvičení paměti a mnemotechnických pomůckách. Popsal svůj život ve všech evropských jazycích a pro oživení uvedl ukázky zlodějské hantýrky. Na Žofíně pak připomněl, že řeč není člověku vrozena, ale naučena; jedná se o vymoženost vůle a cviku. Přiblížil různá písma Evropy a Asie a vyslovil neobvyklé hlásky z jazyků od nizozemštiny po čínštinu.
Na radu V. Náprstka odjel 5. května 1866 do Londýna. Získal tam místo v Britském muzeu – pořádal cizojazyčné knihy a vytvářel jejich katalog. Nakrátko se také podíval do Paříže a na ostrov Jersey. V roce 1868 odcestoval do Ruska, kde se na národopisné výstavě v Moskvě seznámil s petrohradským zastupitelem Bykovem. Ten jej uvedl mezi ruské vzdělance a přesvědčil ho, aby v jejich zemi zůstal. Šercl absolvoval orientální fakultu petrohradské univerzity a složil zkoušku ze sanskrtu. Potom se věnoval studiu jazyků ruských národů. Strávil tři měsíce ve Finsku, plavil se k ústí řeky Pečory. V roce 1869 vydal rozpravu O osobních náměstkách v sanskrtě (Личные местоимения в санскрите). Uskutečnil také krátkou návštěvu Anglie, aby se oženil se slečnou Brittonovou, která o něj předtím v Londýně pečovala v době jeho nemoci. Oba se pak společně vrátili do Petrohradu. Později Šercl získal titul docenta srovnávacího jazykozpytu v Charkově. Roku 1870 předložil studii O číslovkách v jazycích indoevropských (Числительные в индоевропейских языках) a stal se profesorem. V letech 1871–73 vedl kurs slovanské filologie.
Roku 1885 na žádost profesora Lavrovského přešel na univerzitu do Oděsy. Zabýval se studiem národů na Krymu. Na trzích mluvil s venkovany v jejich jazycích, podobně jako kdysi v Praze s vojáky. Vydal řadu jazykovědných prací v ruštině – Srovnávací mluvnice slovanských a příbuzných jazyků (Сравнительная грамматика славянских и других родственных языков, 1871), Názvy barev a jejich symbolický význam (Названия цветов и символическое значение их, 1884), O konkrétnosti v jazycích (О конкретности в языках, 1885). Podepisoval se jako Vikentij Ivanovič Šercľ (Викентий Иванович Шерцль). Z jeho českých prací byla známá Mluvnice ruského jazyka a Základy lidské mluvy.
V Charkově přednášel 16 let, v Oděse dvanáct. Později se s rodinou přestěhoval do Štýrského Hradce a nakonec ze zdravotních důvodů do Lublaně, kde si osvojil poslední jazyk — slovinštinu.
Šercl byl ve své době proslulý jazykovědec. Po sérii vystoupení v roce 1866 se dostal do obecného povědomí a všichni doufali, že svými znalostmi přispěje k proslavení českého národa i v této vědní disciplíně. Tyto naděje naplnil úspěšným působením v Londýně a především v Rusku.